# لیست پرواز
مسافران (به انگلیسی: Manifest) یک مجموعه تلویزیونی آمریکایی است که توسط جف ریک خلق شده و از ۲۴ سپتامبر ۲۰۱۸ از شبکه ان‌بی‌سی پخش می‌شود. این سریال داستان مسافران و خدمه یک هواپیمای مسافری را روایت می‌کند که پس از ۵ سال از هنگام اعلام مرگشان، پیدا می‌شوند. ملیسا راکسبرگ، جاش دالاس، آتنا کارکانیس، جی.آر. رامیرز، پروین کائور و لونا بلیز در این سریال ایفای نقش می‌کنند.

## بازیگران و شخصیت‌ها

### اصلی
- ملیسا راکسبرا در نقش میکِـیلا استون، افسر پلیس و خواهر بن.
- جاش دالاس در نقش بن استون، افسر اطلاعاتی و برادر مایکلا.
- آتنا کارکانیس در نقش گریس استون، همسر بن.
- جی.آر. رامیرز در نقش کارآگاه جرد واسکز، نامزد سابق میکلا
- لونا بلیز در نقش اولیو استون، دختر بن و گریس و خواهر دوقلوی کال.
- جک مسینا در نقش کال استون، پسر بن و گریس و برادر دوقلوی اولیو
- پروین کائوور در نقش سانوی بال، دانش‌آموخته و پژوهشگر پزشکی.
- مت لانگ در نقش زیک لندن

### مهمان
- جوئل د لا فونت در نقش دکتر برایان کاردوسو («پایلوت»)، رئیس سانوی
- جیم ترو-فراست در نقش کشیش دیو هاینس («پایلوت»)
- آلفردو نارسیسو در نقش کاپیتان ریوجاس («پایلوت»)
- اوناتا آوریل در نقش هالی پایلر («پایلوت»)

## خلاصه داستان
پرواز ۸۲۸ از جامائیکا به مقصد نیویورک ، ناگهان از روی رادار محو می‌شود و زمانی‌که فرود می‌آید، بیش از ۵ سال و شش ماه از زمان آغاز پروازشان گذشته است و سرنشینان آن دچار تغییرات ژنتیکی شده اند، که با تاثیر بر  مغز آن ها سبب دیدن رویاهای صادقانه و پیش بینی اتفاقات آینده می شود. این سریال تجربیات مسافران این پرواز را روایت می کند.